# Джордже Ракич
Джордже Ракич (серб. Ђорђе Ракић / Đorđe Rakić, нар. 31 жовтня 1985, Крагуєваць) — сербський футболіст, що грав на позиції нападника.
Виступав, зокрема, за клуби «Мюнхен 1860» та «Црвена Звезда», а також молодіжну збірну Сербії.

## Клубна кар'єра
Народився 31 жовтня 1985 року в місті Крагуєваць. Вихованець футбольної школи клубу «Раднички» (Крагуєваць). Дорослу футбольну кар'єру розпочав 2002 року в основній команді того ж клубу, в якій провів чотири сезони, взявши участь у 64 матчах чемпіонату. 
Згодом з 2006 по 2010 рік грав у складі команд ОФК (Белград), «Ред Булл», «Реджина», «Ред Булл» та «Ред Булл II».
Своєю грою за останню команду привернув увагу представників тренерського штабу клубу «Мюнхен 1860», до складу якого приєднався 2010 року. Відіграв за клуб з Мюнхена наступні два сезони своєї ігрової кар'єри. Більшість часу, проведеного у складі «Мюнхена 1860», був основним гравцем атакувальної ланки команди.
Протягом 2012—2013 років захищав кольори клубів «Аль-Гарафа» та «Аль-Арабі».
У 2013 році уклав контракт з клубом «Црвена Звезда», у складі якого провів наступні два роки своєї кар'єри гравця.  У складі «Црвени Звезди» був одним з головних бомбардирів команди, маючи середню результативність на рівні 0,35 гола за гру першості.
З 2015 по 2020 рік продовжував кар'єру в клубах «Ціндао Хайню», «Ханчжоу Грінтаун», «Локомотива» та «Каламата».
Завершив ігрову кар'єру у команді «Локомотива», у складі якої вже виступав раніше.

## Виступи за збірні
Протягом 2006–2007 років залучався до складу молодіжної збірної Сербії. На молодіжному рівні зіграв у 13 офіційних матчах, забив 2 голи.